# Lijst van voetbalstadions in de Verenigde Staten
Dit is een lijst van de huidige voetbalstadions in de Verenigde Staten met een minimumcapaciteit van 1.000 toeschouwers die op een tribune kunnen plaatsnemen.
| #   | Stadion                                              | Capaciteit       | Stad                | Staat          | Bespeler | Referentie | Foto          |
| --- | ---------------------------------------------------- | ---------------- | ------------------- | -------------- | --- | ---------- | ------------- |
| 1   | Al Lang Stadium                                      | 7.227            | Saint Petersburg    | Florida        | Tampa Bay Rowdies (mannen/vrouwen) | [ 1 ]      |               |
| 2   | Allianz Field                                        | 19.400           | Saint Paul          | Minnesota      | Minnesota United FC (1e en 2e elftal) | [ 2 ]      |               |
| 3   | Albert–Daly Field                                    | 2.271            | Williamsburg        | Virginia       | William & Mary Tribe (mannen/vrouwen) | [ 3 ]      |               |
| 4   | Alex G. Spanos Stadium                               | 11.075           | San Luis Obispo     | Californië     | Cal Poly Mustangs (mannen/vrouwen) | [ 4 ]      |               |
| 5   | All-High Stadium                                     | 4.000            | Buffalo             | New York       | Buffalo Storm (1984), Queen City FC (2007-2008), FC Buffalo (2010-2013, 2015-2021, 2024-heden), FC Buffalo (vrouwen) (2021, 2024-heden), Western New York Flash (2017-2018) | [ 5 ]      |               |
| 6   | Aloha Stadium                                        | 50.000           | Honolulu            | Hawaï          | Team Hawaii (1977) | [ 6 ]      |               |
| 7   | Alumni Stadium                                       | 3.007            | St. Joseph County   | Indiana        | Notre Dame Fighting Irish (mannen/vrouwen) | [ 7 ]      |               |
| 8   | Rio Tinto Stadium                                    | 20.200           | Sandy               | Utah           | Real Salt Lake, Utah Royals (2018-2020), (2024-heden) | [ 8 ]      |               |
| 9   | American Legion Memorial Stadium                     | 10.500           | Charlotte           | North Carolina | Carolina Lightnin' (1981-1984), Charlotte Independence (2021-heden) | [ 9 ]      |               |
| 10  | Anteater Stadium                                     | 2.500            | Irvine              | Californië     | UC Irvine Anteaters (mannen/vrouwen), Orange County SC (2013-2016) | [ 10 ]     |               |
| 11  | Arrowhead Stadium                                    | 79.451           | Kansas City         | Missouri       | Sporting Kansas City | [ 11 ]     |               |
| 12  | RE/MAX Greater Atlanta Stadium                       | 5.000            | DeKalb County       | Georgia        | Atlanta Silverbacks (mannen:2007-2015, vrouwen:2007-2016), Atlanta SC (2008-2012, 2014-2018), Apotheos FC (2024-heden) | [ 12 ]     |               |
| 13  | Atwood Stadium                                       | 11.000           | Flint               | Michigan       | Flint City Bucks, Powers Catholic High School (College-voetbal) | [ 13 ]     |               |
| 14  | Audi Field                                           | 20.000           | Washington D.C.     |                | D.C. United, Washington Spirit, Loudoun United FC, DC Power FC | [ 14 ]     |               |
| 15  | AutoZone Park                                        | 10.000           | Memphis             | Tennessee      | Memphis 901 FC | [ 15 ]     |               |
| 16  | Balboa Stadium                                       | 3.000            | San Diego           | Californië     | San Diego Toros (1968), San Diego Pumitas (1998-2007), San Diego Boca FC (2011-2014) | [ 16 ]     |               |
| 17  | Bank of America Stadium                              | 75.525           | Charlotte           | North Carolina | Charlotte FC | [ 17 ]     |               |
| 18  | 121 Financial Ballpark                               | 11.000           | Jacksonville        | Florida        | Jacksonville Armada FC | [ 18 ]     |               |
| 19  | PNC Field                                            | 5.000            | Birmingham          | Alabama        | Birmingham Legion FC (2019-2021) | [ 19 ]     |               |
| 20  | Belson Stadium                                       | 2.600            | New York            | New York       | New York Pancyprian-Freedoms (2005-heden), FC New York (2011-2012), F.A. Euro (2013-2018), New York Cosmos (2015-2016), New York City FC (2e elftal, 2022-heden) | [ 20 ]     |               |
| 21  | Bill Armstrong Stadium                               | 6.500            | Bloomington         | Indiana        | Indiana Hoosiers (college-voetbal) | [ 21 ]     |               |
| 22  | BMO Stadium                                          | 22.000           | Los Angeles         | Californië     | Los Angeles FC, Angel City FC | [ 22 ]     |               |
| 23  | Bold Stadium                                         | 5.000            | Austin              | Texas          | Austin Bold FC (2019-2021) | [ 23 ]     |               |
| 24  | Boxer Stadium                                        | 3.500            | San Francisco       | Californië     | El Farolito SC | [ 24 ]     |               |
| 25  | Breese Stevens Field                                 | 7.000            | Madison             | Wisconsin      | Madison 56ers, Forward Madison FC, Madison Women's Pro Soccer (2025-heden) | [ 25 ]     |               |
| 26  | Cadet Soccer Stadium                                 | 1.000            | Colorado Springs    | Colorado       | Air Force Falcons (mannen/vrouwen) | [ 26 ]     |               |
| 27  | Camping World Stadium                                | 65.000           | Orlando             | Florida        | Orlando Sundogs (1997), Orlando City SC (2010) (2011-2013), Orlando City SC (2013) (2015-2016), Orlando Pride (2016) | [ 27 ]     |               |
| 28  | Carey Stadium                                        | 4.000            | Ocean City          | New Jersey     | Ocean City Nor'easters (2005-heden) | [ 28 ]     |               |
| 29  | IU Michael A. Carroll Track & Soccer Stadium         | 12.100           | Indianapolis        | Indiana        | Indy Eleven (2014-2017, 2019, 2021-heden) | [ 29 ]     |               |
| 30  | Cashman Field                                        | 9.334            | Las Vegas           | Nevada         | Las Vegas Lights FC (2018-heden) | [ 30 ]     |               |
| 31  | Casino Arizona Field                                 | 6.200            | Tempe               | Arizona        | Phoenix Rising FC | [ 31 ]     |               |
| 32  | CEFCU Stadium                                        | 21.520           | San Jose            | Californië     | San Jose Earthquakes (1974) (1974-1988), San Francisco Bay Blackhawks (1989-1993), San Jose Earthquakes (1995) (1996-2005), San Jose CyberRays (2001-2003) | [ 32 ]     |               |
| 33  | Championship Soccer Stadium                          | 5.000            | Irvine              | Californië     | Orange County SC (2017-heden), Los Angeles Force (2023), Orange County FC (2018-2019), California United Strikers FC (2019-2022) | [ 33 ]     |               |
| 34  | Chase Stadium                                        | 21.000           | Fort Lauderdale     | Florida        | Inter Miami CF (1e en 2e elftal) (2020-heden) | [ 34 ]     |               |
| 35  | Cheney Stadium                                       | 6.500            | Tacoma              | Washington     | Tacoma Tides (1976), Tacoma Defiance (2018-2022), OL Reign (2019-2021) | [ 35 ]     |               |
| 36  | CHI Memorial Stadium                                 | 5.500            | East Ridge          | Tennessee      | Chattanooga Red Wolves SC (mannen/vrouwen) (2020-heden), Dalton Red Wolves (2020-heden) | [ 36 ]     |               |
| 37  | Children's Mercy Park                                | 18.500           | Kansas City         | Kansas         | Sporting Kansas City (2011-heden), Sporting Kansas City (2e elftal, 2018-heden), FC Kansas City (2015-2017), Kansas City Current (2022-2023) | [ 37 ]     |               |
| 38  | Citrus Stadium                                       | 10.000           | Glendora            | Californië     | FC Golden State Force | [ 38 ]     |               |
| 39  | CityPark                                             | 22.500           | Saint Louis         | Missouri       | St. Louis City SC (1e en 2e elftal) | [ 39 ]     |               |
| 40  | City Park Stadium                                    | 1.845            | New Rochelle        | New York       | Westchester Flames | [ 40 ]     |               |
| 41  | City Stadium                                         | 22.000           | Richmond            | Virginia       | Richmond Kickers, Richmond Kickers Future (2002-2008), Richmond Kickers Destiny (2004-2009) | [ 41 ]     |               |
| 42  | Commisso Soccer Stadium                              | 3.500            | Manhattan, New York | New York       | New York Red Bulls (2e elftal, 2015), New York Cosmos (2e elftal, 20177-2019) | [ 42 ]     |               |
| 43  | Corbett Stadium                                      | 3.000            | Tampa               | Florida        | South Florida Bulls Soccer (mannen/vrouwen) | [ 43 ]     |               |
| 44  | Cotton Bowl                                          | 68.252           | Dallas              | Texas          | Dallas Tornado (1967-1968), FC Dallas (1996-2002, 2004-2005), Dallas Trinity FC (2024-heden) | [ 44 ]     |               |
| 45  | Dail Soccer Field                                    | 3.000            | Raleigh             | North Carolina | NC State Wolfpack (mannen/vrouwen) | [ 45 ]     |               |
| 46  | Dick Dlesk Soccer Stadium                            | 1.100            | Morgantown          | West Virginia  | West Virginia Mountaineers soccer (mannen/vrouwen, College-voetbal) | [ 46 ]     |               |
| 47  | Dick's Sporting Goods Park                           | 19.680           | Commerce City       | Colorado       | Colorado Rapids | [ 47 ]     |               |
| 48  | Dignity Health Sports Park                           | 27.000           | Carson              | Californië     | Ventura County FC (2015-heden), Los Angeles Sol (2009), Chivas USA (2005-2014), Los Angeles Galaxy (2003-heden) | [ 48 ]     |               |
| 49  | Trinity Health Stadium                               | 5.500            | Hartford            | Connecticut    | Hartford SC (1964-1968), Connecticut Yankees (1972-1978), Connecticut Bicentennials (1975-1976), Hartford Athletic (mannen, 2019-heden) (vrouwen, 2022-heden), UConn Huskies (2019), Hartford City FC (2022-heden), AC Connecticut (2022-heden)                                                            | [ 49 ]     |               |
| 50  | Dayton Outpatient Center Stadium                     | 3.500            | West Carrollton     | Ohio           | Dayton Dutch Lions FC | [ 50 ]     |               |
| 51  | Dr. Mark & Cindy Lynn Stadium                        | 5.300            | Louisville          | Kentucky       | Louisville Cardinals soccer (mannen/vrouwen) (college-voetbal) | [ 51 ]     |               |
| 52  | Drake Stadium                                        | 14.557           | Des Moines          | Iowa           | Des Moines Menace (2019-heden) | [ 52 ]     |               |
| 53  | Elizabeth Lyle Robbie Stadium                        | 1.000            | Falcon Heights      | Minnesota      | Minnesota Golden Gophers soccer (vrouwen) (1999-heden) | [ 53 ]     |               |
| 54  | Fifth Third Stadium                                  | 8.300            | Kennesaw            | Georgia        | Atlanta Beat (2010-2011), Atlanta United FC (2e elftal, 2019-heden) | [ 54 ]     |               |
| 55  | Finley Stadium                                       | 20.668           | Chattanooga         | Tennessee      | Chattanooga FC (2009-heden) | [ 55 ]     | FinleyStadium |
| 56  | Gaelic Park                                          | 2.000            | New York            | New York       | Manhattan SC (2019-heden), Manhattan Jaspers (college-voetbal) | [ 56 ]     |               |
| 57  | Geodis Park                                          | 30.000           | Nashville           | Tennessee      | Nashville SC | [ 57 ]     |               |
| 58  | Gillette Stadium                                     | 68.756           | Foxborough          | Massachusetts  | New England Revolution (2002-heden), New England Revolution (2e elftal, 2020-heden) | [ 58 ]     |               |
| 59  | Globe Life Park in Arlington                         | 48.114           | Arlington           | Texas          | North Texas SC (2020-heden) | [ 59 ]     |               |
| 60  | Astound Broadband Stadium                            | 18.000           | Midland             | Texas          | West Texas FC (2009-heden) | [ 60 ]     |               |
| 61  | Greater Nevada Field                                 | 9.013            | Reno                | Nevada         | Reno 1868 FC (2017-2020) | [ 61 ]     |               |
| 62  | Harder Stadium                                       | 17.000           | Santa Barbara       | Californië     | UC Santa Barbara Gauchos Soccer (mannen/vrouwen) (college-voetbal) | [ 62 ]     |               |
| 63  | Harvard Stadium                                      | 30.323           | Boston              | Massachusetts  | Harvard Crimson soccer (mannen, 1905-1982) (college-voetbal), Boston Breakers (2009-2011, 2014) | [ 63 ]     |               |
| 64  | Heart Health Park                                    | 11.569           | Sacramento          | Californië     | Sacramento Republic FC (2014-heden) | [ 64 ]     |               |
| 65  | H-E-B Park                                           | 9,735            | Edinburg            | Texas (staat)  | Rio Grande Valley FC Toros (2017-2023) | [ 65 ]     |               |
| 66  | Hefner Soccer Complex                                | 6.500            | Fort Wayne          | Indiana        | Purdue University Fort Wayne (college-voetbal) | [ 66 ]     |               |
| 67  | Hermann Stadium                                      | 6.050            | Saint Louis         | Missouri       | St. Louis City SC (2e elftal) | [ 67 ]     |               |
| 68  | Hersheypark Stadium                                  | 15.641           | Hershey             | Pennsylvania   | Hershey Wildcats (1997-2001), Hershey FC (2013-heden) | [ 68 ]     |               |
| 69  | Highmark Stadium                                     | 5.000            | Pittsburgh          | Pennsylvania   | Pittsburgh Riverhounds (2013-heden), Pittsburgh Riverhounds (onder 23, 2014-2016) | [ 69 ]     |               |
| 70  | Hillsboro Stadium                                    | 7.600            | Hillsboro           | Oregon         | Portland State Vikings (vrouwen, 2010-heden), Portland Timbers (2e elftal, 2020, 2022) | [ 70 ]     |               |
| 71  | Columbus Crew Stadium                                | 20.455           | Columbus            | Ohio           | Columbus Crew (1999-2021), Columbus Crew (2e elftal, 2022-heden) | [ 71 ]     |               |
| 72  | Hofstra University Soccer Stadium                    | 1.600            | Hempstead           | New York       | Long Island Rough Riders, New Amsterdam FC | [ 72 ]     |               |
| 73  | House Park                                           | 6.500            | Austin              | Texas          | Austin Thunder (1989-2000), Austin Lightning (2007), Austin Aztex FC (2010), Austin Aztex (2012-2015), Austin Rise FC (2023-heden) | [ 73 ]     |               |
| 74  | Houseman Field                                       | 8.000            | Grand Rapids        | Michigan       | Grand Rapids FC (2015-2021) | [ 74 ]     |               |
| 75  | Hurricane Soccer & Track Stadium                     | 2.000            | Tulsa               | Oklahoma       | Tulsa Golden Hurricane (college-voetbal, mannen/vrouwen) | [ 75 ]     |               |
| 76  | Independence Stadium                                 | 50.832           | Shreveport          | Louisiana      | Shreveport Rafters FC (2018) | [ 76 ]     |               |
| 77  | Inter&Co Stadium                                     | 25.500           | Orlando             | Florida        | Orlando City SC (2017-heden), Orlando Pride (2017-heden), Orlando City SC (2e elftal, 2017) | [ 77 ]     |               |
| 78  | Indiana Invaders Sports Complex                      | 4.985            | South Bend          | Indiana        | Indiana Invaders (1998-2011) | [ 78 ]     |               |
| 79  | Irwin Belk Track and Field Center/Transamerica Field | 4.000            | Charlotte           | North Carolina | Charlotte Eagles (2001-2002) | [ 79 ]     |               |
| 80  | Isotopes Park                                        | 13.500           | Albuquerque         | New Mexico     | New Mexico United (2019-heden) | [ 80 ]     |               |
| 81  | Jack Coffey Field                                    | 7.000            | The Bronx, New York | New York       | Fordham Rams Soccer (mannen/vrouwen, 2005-heden) (college-voetbal) | [ 81 ]     |               |
| 82  | James G. Pressly Stadium                             | 4.500            | Gainesville         | Florida        | Florida Gators soccer (vrouwen) (college-voetbal) | [ 82 ]     |               |
| 83  | James M. Shuart Stadium                              | 11.929           | Hempstead, New York | New York       | New York Cosmos (1970) (1972-1973), New York Cosmos (2010) (2013-2016), New York Cosmos (2010) (2e elftal, 2015, 2018), Long Island Rough Riders (1994-2008) | [ 83 ]     |               |
| 84  | Jeffrey Field                                        | 5.000            | Centre County       | Pennsylvania   | Penn State Nittany Lions Soccer (mannen, 1972-heden) (vrouwen, 1994-heden) (college-voetbal) | [ 84 ]     |               |
| 85  | John Elway Stadium                                   | 3.000            | San Fernando Valley | Californië     | Los Angeles Rampage | [ 85 ]     |               |
| 86  | Kermit Tipton Stadium                                | 6.600            | Johnson City        | Tennessee      | Tri-Cities Otters | [ 86 ]     |               |
| 87  | Keyworth Stadium                                     | 7.500            | Hamtramck           | Michigan       | Detroit City FC (2016-heden) | [ 87 ]     |               |
| 88  | Kezar Stadium                                        | 9.044            | San Francisco       | Californië     | San Francisco Golden Gate Gales (1967), San Francisco Seals (1998-1999), California Victory (2007), East Bay FC Stompers (2012, 2014), Bay Area Breeze (2013), San Francisco Deltas (2017), San Francisco City FC (2001-2016, 2018-heden)                                                                  | [ 88 ]     |               |
| 89  | Kino Sports Complex                                  | 3.200            | Tucson              | Arizona        | FC Tucson | [ 89 ]     |               |
| 90  | Klöckner Stadium                                     | 7.906            | Charlottesville     | Virginia       | Virginia Cavaliers (mannen/vrouwen) (college-voetbal) | [ 90 ]     |               |
| 91  | Koskinen Stadium                                     | 7000             | Durham              | North Carolina | Duke University Soccer | [ 91 ]     |               |
| 92  | Krenzler Field                                       | 2.000            | Cleveland           | Ohio           | Cleveland State University Soccer | [ 92 ]     |               |
| 93  | Kuntz Memorial Soccer Stadium                        | 6.800            | Indianapolis        | Indiana        | Indiana Blast (1998-2004), FC Indiana (2007), FC Indiana (NPSL) (2007-2011) | [ 93 ]     |               |
| 94  | La Playa Stadium                                     | 10.000           | Santa Barbara       | Californië     | Santa Barbara City College Soccer (college-voetbal) | [ 94 ]     |               |
| 95  | Legends Stadium                                      | 2.000            | Quincy              | Illinois       | Quincy Hawks (mannen/vrouwen) (college-voetbal) | [ 95 ]     |               |
| 96  | Laney Eagle Stadium                                  | 5.500            | Oakland             | Californië     | Oakland Roots SC (2018-heden), Laney College Eagles (college-voetbal) | [ 96 ]     |               |
| 97  | Legacy Early College Field                           | 4.000            | Greenville          | South Carolina | Greenville Triumph SC (2019-2022) | [ 97 ]     |               |
| 98  | Legion Stadium                                       | 5.300            | Wilmington          | North Carolina | Wilmington Hammerheads (2003-2009, 2011-2016) | [ 98 ]     |               |
| 99  | Lincoln Financial Field                              | 68.532           | Philadelphia        | Pennsylvania   | Philadelphia Union (2010) | [ 99 ]     |               |
| 100 | Louisville Slugger Field                             | 13.131           | Louisville          | Kentucky       | Louisville City FC (2015-2019) | [ 100 ]    |               |
| 101 | Lower.com Field                                      | 20.000           | Columbus            | Ohio           | Columbus Crew (2021-heden) | [ 101 ]    |               |
| 102 | LSU Soccer Stadium                                   | 2.197            | Baton Rouge         | Louisiana      | LSU Tigers Soccer (college-voetbal) | [ 102 ]    |               |
| 103 | Lucas Oil Stadium                                    | 67.000           | Indianapolis        | Indiana        | Indy Eleven (2018-2020) | [ 103 ]    |               |
| 104 | Ludwig Field                                         | 7.000            | College Park        | Maryland       | Maryland Terrapins Soccer (college-voetbal) | [ 104 ]    |               |
| 105 | Lumen Field                                          | 67.000           | Seattle             | Washington     | Seattle Sounders FC (2009-heden), OL Reign (2022-heden), Seattle Sounders (2003-2007) | [ 105 ]    |               |
| 106 | Lusitano Stadium                                     | 3.000            | Hampden County      | Massachusetts  | Gremio Lusitano (1955-1958), Western Mass Pioneers (1998-heden), Ludlow High School Soccer (1955-1958, 1998-heden) (college-voetbal) | [ 106 ]    |               |
| 107 | Lynn Family Stadium                                  | 11.700           | Louisville          | Kentucky       | Louisville City FC (2020-heden), Racing Louisville FC (2021-heden) | [ 107 ]    |               |
| 108 | Macpherson Stadium                                   | 3.000            | Guilford County     | North Carolina | Carolina Dynamo (onder 23, 2002-heden), Carolina Dynamo (vrouwen, 2022-heden) | [ 108 ]    |               |
| 109 | Madison City Stadium                                 | 7.000            | Madison             | Alabama        | Madison City Schools Soccer (college-voetbal) | [ 109 ]    |               |
| 110 | Mansion Park                                         | 10.400           | Altoona             | Pennsylvania   | Altoona Area High School Soccer (college-voetbal) | [ 110 ]    |               |
| 111 | Mazzella Field                                       | 2.440            | New Rochelle        | New York       | Iona College Soccer (college-voetbal), New York Magic (1997-heden) | [ 111 ]    |               |
| 112 | McAlister Field                                      | 1.000            | Los Angeles         | Californië     | USC Trojans Soccer (college-voetbal) | [ 112 ]    |               |
| 113 | McCulloch Stadium                                    | 2.500            | Salem               | Oregon         | Portland Timbers (onder 23, 2017-heden) | [ 113 ]    |               |
| 114 | McEneaney Field                                      | 3.000            | Sioux Falls         | South Dakota   | O'Gorman Catholic High School Soccer (college-voetbal) | [ 114 ]    |               |
| 115 | Memorial Stadium                                     | 20.000           | Manhattan           | Kansas         | Kansas State Wildcats Soccer (college-voetbal) | [ 115 ]    |               |
| 116 | Memorial Stadium (Seattle)                           | 17.000           | Seattle             | Washington     | Seattle Sounders (1974) (1974-1975), Seattle Sounders (1994) (1994-1997, 2001-2002), OL Reign (2014-2018), Ballard FC (2024-heden) | [ 116 ]    |               |
| 117 | Memorial Stadium (Maine)                             | 5.200            | Portland            | Maine          | Deering High School Soccer (college-voetbal), GPS Portland Phoenix (2010-heden) | [ 117 ]    |               |
| 118 | Memorial Stadium (Asheville)                         | 5.000            | Asheville           | North Carolina | Asheville City SC (2017-2019, 2022-heden) | [ 118 ]    |               |
| 119 | Mercedes-Benz Stadium                                | 71.000 (voetbal) | Atlanta             | Georgia        | Atlanta United FC (2017-heden) | [ 119 ]    |               |
| 120 | Merlo Field                                          | 4.892            | Portland            | Oregon         | University of Portland Soccer (college-voetbal) | [ 120 ]    |               |
| 121 | Method Road Soccer Stadium                           | 3.000            | Raleigh             | North Carolina | North Carolina State University Soccer (college-voetbal) | [ 121 ]    |               |
| 122 | Metropolitan Oval                                    | 1.500            | New York            | New York       | The Metropolitan Oval Academy | [ 122 ]    |               |
| 123 | Mike A. Myers Stadium                                | 20.000           | Austin              | Texas          | Texas Longhorns Soccer (vrouwen, college-voetbal) | [ 123 ]    |               |
| 124 | Mike Rose Soccer Complex                             | 2.500            | Memphis             | Tennessee      | Memphis Tigers Soccer (college-voetbal) | [ 124 ]    |               |
| 125 | Morrison Stadium                                     | 6.000            | Omaha               | Nebraska       | Creighton Bluejays Soccer (college-voetbal), Bugeaters FC (2019) | [ 125 ]    |               |
| 126 | Morrone Stadium                                      | 4.500            | Storrs              | Connecticut    | Connecticut Huskies Soccer (college-voetbal) | [ 126 ]    |               |
| 127 | MSU Soccer Park                                      | 5.000            | Montclair           | New Jersey     | New York Red Bulls (2e elftal, 2017-heden), New York Red Bulls (onder 23 elftal, 2017-heden) | [ 127 ]    |               |
| 128 | National Sports Center                               | 8.500            | Blaine              | Minnesota      | Minnesota Thunder (1990-2003, 2008-2009), Minnesota United FC (2010-2016), Minnesota United FC (2e elftal, 2022-heden) | [ 128 ]    |               |
| 129 | Navy–Marine Corps Memorial Stadium                   | 34.000           | Annapolis           | Maryland       | Crystal Palace Baltimore (2007), Annapolis Blues FC (2023-heden) | [ 129 ]    |               |
| 130 | Negoesco Stadium                                     | 3.000            | San Francisco       | Californië     | University of San Francisco Soccer (college-voetbal), San Francisco Seals (1992-1997, 2006-2008), San Francisco City FC (2017) | [ 130 ]    |               |
| 131 | Newton Campus Soccer Field                           | 2.000            | Newton              | Massachusetts  | Boston College Eagles Soccer (college-voetbal) | [ 131 ]    |               |
| 132 | Nicholls Soccer Complex                              | 1.000            | Thibodaux           | Louisiana      | Nicholls Colonels Soccer (vrouwen, college-voetbal) | [ 132 ]    |               |
| 133 | Nickerson Field                                      | 9.871            | Boston              | Massachusetts  | Boston Astros (1974-1975), Boston Minutemen (1975), New England Tea Men (1979), Boston Bolts (1988-1990), Boston Breakers (vrouwen, 2001-2003) | [ 133 ]    |               |
| 134 | Nippert Stadium                                      | 32.250           | Cincinnati          | Ohio           | FC Cincinnati (2016-2020) | [ 134 ]    |               |
| 135 | Nissan Stadium                                       | 68.798           | Nashville           | Tennessee      | Nashville SC (2020-2021) | [ 135 ]    |               |
| 136 | Oakland Coliseum                                     | 47.416           | Oakland             | Californië     | Oakland Clippers (1967-1968), Oakland Stompers (1978), San Jose Earthquakes (2008-2009) | [ 136 ]    |               |
| 137 | Ohio Stadium                                         | 102.329          | Columbus            | Ohio           | Columbus Crew (1996-1998) | [ 137 ]    |               |
| 138 | Oneok Field                                          | 7.833            | Tulsa               | Oklahoma       | FC Tulsa (2015-heden) | [ 138 ]    |               |
| 139 | One Spokane Stadium                                  | 5.000            | Spokane             | Washington     | Spokane Velocity (2024-heden), Spokane Zephyr FC (2024-heden), Spokane Public Schools Soccer (college-voetbal) | [ 139 ]    |               |
| 140 | PAL Stadium                                          | 5.000            | San Jose            | Californië     | San Jose Frogs (2006-2007), Real San Jose (2016-heden) | [ 140 ]    |               |
| 141 | Pan American Stadium                                 | 5.000            | New Orleans         | Louisiana      | New Orleans Storm (1993-1995), New Orleans Jesters (2005), New Orleans Jesters (2009-2018, 2020-heden), Motagua New Orleans (2014-heden) | [ 141 ]    |               |
| 142 | Patriots Point Soccer Complex                        | 2.000            | Mount Pleasant      | South Carolina | Charleston Cougars soccer (college-voetbal), Charleston Battery (2020-heden) | [ 142 ]    |               |
| 143 | Patriot Stadium                                      | 3.000            | El Paso             | Texas          | El Paso Patriots (2005-2012) | [ 143 ]    |               |
| 144 | PayPal Park                                          | 18.000           | San Jose            | Californië     | San Jose Earthquakes (2015-heden), The Town FC (2022-2023), Bay FC (2024-heden) | [ 144 ]    |               |
| 145 | Pennington Field                                     | 12.000           | Bedford             | Texas          | Trinity High School Soccer (college-voetbal), L.D. Bell High School Soccer (college-voetbal) | [ 145 ]    |               |
| 146 | Phoenix Rising Soccer Stadium                        | 10.000           | Phoenix             | Arizona        | Phoenix Rising FC (2023-heden) | [ 146 ]    |               |
| 147 | Pierce Memorial Field                                | 8.000            | East Providence     | Rhode Island   | Rhode Island Stingrays Soccer (college-voetbal) | [ 147 ]    |               |
| 148 | Providence Park                                      | 25,218           | Portland            | Oregon         | Portland Timbers, Portland Thorns FC | [ 148 ]    |               |
| 149 | Q2 Stadium                                           | 20.500           | Austin              | Texas          | Austin FC (2021-heden) | [ 149 ]    |               |
| 150 | Salinas Sports Complex                               | 5.250            | Salinas             | Californië     | California Jaguars (1995-1999) | [ 150 ]    |               |
| 151 | Ralph Korte Stadium                                  | 4.000            | Edwardsville        | Illinois       | St. Louis City SC (2e elftal), SIUE Soccer (mannen/vrouwen, college-voetbal) | [ 151 ]    |               |
| 152 | Raymond James Stadium                                | 66.231           | Tampa               | Florida        | Tampa Bay Mutiny (1999-2001) | [ 152 ]    |               |
| 153 | Red Bull Arena                                       | 25.189           | Harrison            | New Jersey     | New York Red Bulls (2010-heden), NJ/NY Gotham FC (2020-heden), New York Red Bulls (2e elftal, 2015-2016, 2018, 2020) | [ 153 ]    |               |
| 154 | Reinhart Field                                       | 1.500            | The Bronx, New York | New York       | Maritime College Privateers Soccer (mannen/vrouwen) (college-voetbal) | [ 154 ]    |               |
| 155 | Pratt & Whitney Stadium                              | 40.000           | East Hartford       | Connecticut    | Hartford Athletic (2019), Toronto FC (2020) | [ 155 ]    |               |
| 156 | Rhodes Stadium                                       | 11.250           | Elon College        | North Carolina | Elon Phoenix Soccer (college-voetbal) | [ 156 ]    |               |
| 157 | Riccardo Silva Stadium                               | 20.000           | Miami               | Florida        | Miami FC | [ 157 ]    |               |
| 158 | Rice–Eccles Stadium                                  | 51.444           | Salt Lake City      | Utah           | Real Salt Lake (2005-2008) | [ 158 ]    |               |
| 159 | Richardson Stadium                                   | 6.000            | Davidson            | North Carolina | Davidson Wildcats Soccer (college-voetbal) | [ 159 ]    |               |
| 160 | Riggs Field                                          | 6.500            | Clemson             | South Carolina | Clemson Tigers Soccer (college-voetbal) | [ 160 ]    |               |
| 161 | Rochester Community Sports Complex Stadium           | 13.768           | Rochester           | New York       | Rochester Rhinos (2006-2017), Rochester Rhinos (vrouwen, 2006-2008), Rochester Ravens FC (2008-2009), Western New York Flash (2011-2016), Rochester Lancers (2018), Rochester Lady Lancers (2018), Flower City Union (2022-heden)                                                                          | [ 161 ]    |               |
| 162 | Rocky Mount Sports Complex                           | 5.000            | Rocky Mount         | North Carolina | North Carolina Wesleyan University Soccer (college-voetbal) | [ 162 ]    |               |
| 163 | Rocky Stadium                                        | 15.000           | Rock Island         | Illinois       | Rock Island High School Soccer (college-voetbal) | [ 163 ]    |               |
| 164 | Rose Bowl                                            | 94.542           | Pasadena            | Californië     | Los Angeles Wolves (1968), Los Angeles Aztecs (1978-1979), Los Angeles Galaxy (1996-2002, 2023) | [ 164 ]    |               |
| 165 | Switchbacks Training Stadium                         | 3.500            | Colorado Springs    | Colorado       | Colorado Springs Switchbacks FC (2015-2020), Colorado Springs Blizzard (2005-2006) | [ 165 ]    |               |
| 166 | Schoenbaum Stadium                                   | 6.000            | Charleston          | West Virginia  | West Virginia United | [ 166 ]    |               |
| 167 | SeatGeek Stadium                                     | 20.000           | Bridgeview          | Illinois       | Chicago Red Stars (2009-2010, 2016-heden), Chicago State Cougars Soccer (2021, college-voetbal), Chicago Fire FC (2e elftal, 2022-heden), Chicago Fire FC (2006-2019), Roosevelt Lakers Soccer (2010-2019, college-voetbal), Northwestern Wildcats Soccer (2015, college-voetbal), Chicago House AC (2021) | [ 167 ]    |               |
| 168 | Segra Field                                          | 20.000           | Leesburg            | Virginia       | Loudoun United FC (2019-heden), Washington Spirit (2020-2022) | [ 168 ]    |               |
| 169 | Seminole Soccer Complex                              | 5.000            | Tallahassee         | Florida        | Florida State Soccer (vrouwen, college-voetbal) | [ 169 ]    |               |
| 170 | Shea Stadium                                         | 3.800            | Peoria              | Illinois       | Bradley Braves Soccer (college-voetbal), Peoria City (2022-heden) | [ 170 ]    |               |
| 171 | Shell Energy Stadium                                 | 22.000           | Houston             | Texas          | Houston Dynamo FC (2012-heden), Houston Dash (2014-heden) | [ 171 ]    |               |
| 172 | Simplot Stadium                                      | 4.001            | Caldwell            | Idaho          | The College of Idaho Coyotes Soccer (college-voetbal) | [ 172 ]    |               |
| 173 | Southeastern Soccer Complex                          | 1.000            | Hammond             | Louisiana      | Southeastern Louisiana Lady Lions (college-voetbal) | [ 173 ]    |               |
| 174 | Southwest University Park                            | 7.500            | El Paso             | Texas          | El Paso Locomotive FC (2019-heden) | [ 174 ]    |               |
| 175 | Sports Backers Stadium                               | 3.250            | Richmond            | Virginia       | VCU Rams Soccer (college-voetbal), Richmond Kickers Future (2005-2008) | [ 175 ]    |               |
| 176 | Sportsplex at Matthews                               | 5.000            | Matthews            | North Carolina | Charlotte Independence (2017-2021), Charlotte Eagles (2017-heden), Charlotte Eagles (vrouwen, 2019-heden), Stumptown Athletic (2019-2021), Crown Legacy (2023-heden) | [ 176 ]    |               |
| 177 | Spry Stadium                                         | 3.000            | Winston-Salem       | North Carolina | Wake Forest Demon Deacons Soccer (college-voetbal) | [ 177 ]    |               |
| 178 | St. Louis Soccer Park                                | 6.200            | Fenton              | Missouri       | Saint Louis Athletica (2009-2010), AC St. Louis (2010), St. Louis Scott Gallagher (2011-heden), Saint Louis FC (2015-2020) | [ 178 ]    |               |
| 179 | Stambaugh Stadium                                    | 20.630           | Youngstown          | Ohio           | Youngstown State Penguins Soccer (college-voetbal) | [ 179 ]    |               |
| 180 | Starfire Sports                                      | 2.500            | Tukwila             | Washington     | Sound FC (2005-2019), FK Pacific (2005-2007), Hibernian Saints (2005-2006), Seattle Sounders (2008), Tacoma Stars (2011-2012), Seattle Reign FC (2013), Tacoma Defiance (2015-2017, 2022-heden), OSA Seattle FC (2015, 2017-heden)                                                                         | [ 180 ]    |               |
| 181 | Buck Shaw Stadium                                    | 10.300           | Santa Clara         | Californië     | Santa Clara-universiteit (college-voetbal) | [ 181 ]    |               |
| 182 | Stone Stadium                                        | 6.000            | Columbia            | South Carolina | University of South Carolina Soccer (college-voetbal), Columbia Heat (1996), SC United Bantams (2012-heden) | [ 182 ]    |               |
| 183 | Student Activity Complex                             | 8.500            | Laredo              | Texas          | United Independent School District (college-voetbal) | [ 183 ]    |               |
| 184 | Subaru Park                                          | 18.500           | Chester             | Pennsylvania   | Philadelphia Union (2010-heden), Army–Navy Cup (college-voetbal), Philadelphia Union (2e elftal, 2019-2020, 2022-heden) | [ 184 ]    |               |
| 185 | SU Soccer Stadium                                    | 1.500            | Syracuse            | New York       | Syracuse Orange Soccer (college-voetbal) | [ 185 ]    |               |
| 186 | Switchbacks Training Stadium                         | 5.000            | Colorado Springs    | Colorado       | Colorado Springs Switchbacks FC (2015-2020), Colorado Springs Blizzard (2005-2006) | [ 165 ]    |               |
| 187 | Tad Gormley Stadium                                  | 26.500           | New Orleans         | Louisiana      | New Orleans Storm (1996-1997), New Orleans Jesters (2008) | [ 186 ]    |               |
| 188 | Taft Stadium                                         | 7.500            | Oklahoma City       | Oklahoma       | OKC Energy FC (2015-2022), Oklahoma City Slickers (1982-1983) | [ 187 ]    |               |
| 189 | Texas A&M International University Soccer Complex    | 4.000            | Laredo              | Texas          | Laredo Heat | [ 188 ]    |               |
| 190 | Titan Stadium                                        | 10.000           | Fullerton           | Californië     | Cal State Fullerton Titans Soccer (college-voetbal, mannen, 1992-heden), Cal State Fullerton Titans Soccer (college-voetbal, vrouwen, 1994-heden), Los Angeles Salsa (1993-1994), LA Galaxy (2001), Orange County SC (2011-2013), Angel City FC (2022), Los Angeles FC (2e elftal, 2022-heden)             | [ 189 ]    |               |
| 191 | Torero Stadium                                       | 6.000            | San Diego           | Californië     | San Diego Toreros (college-voetbal), San Diego Spirit (2001-2003), San Diego United (2009), San Diego Loyal SC (2020-2023), San Diego Wave FC (2022) | [ 190 ]    |               |
| 192 | Toyota Field                                         | 8.500            | San Antonio         | Texas          | San Antonio Scorpions (2013-2015), San Antonio FC (2016-heden) | [ 191 ]    |               |
| 193 | Toyota Stadium                                       | 21.193           | Dallas              | Texas          | FC Dallas (2005-heden), North Texas SC (2019) | [ 192 ]    |               |
| 194 | TQL Stadium                                          | 26.000           | Cincinnati          | Ohio           | FC Cincinnati (2021-heden) | [ 193 ]    |               |
| 195 | Tropical Park Stadium                                | 7.000            | Miami               | Florida        | Fort Lauderdale Strikers (2006-2008), Miami Dade FC (2015-heden), FC Miami City (2016-heden), Red Force FC | [ 194 ]    |               |
| 196 | Turner Soccer Complex                                | 1.750            | Athens              | Georgia        | Georgia Bulldogs Soccer (vrouwen, college-voetbal) | [ 195 ]    |               |
| 197 | U-M Soccer Complex                                   | 2.200            | Ann Arbor           | Michigan       | University of Michigan Wolverines Soccer (college-voetbal) | [ 196 ]    |               |
| 198 | UC Riverside Soccer Stadium                          | 1.000            | Riverside           | Californië     | UC Riverside Highlanders Soccer (college-voetbal), Club Xolos USA (onder 23) | [ 197 ]    |               |
| 199 | UCF Soccer and Track Stadium                         | 2.000            | Orlando             | Florida        | UCF Knights Soccer (college-voetbal), Kraze United | [ 198 ]    |               |
| 200 | Uihlein Soccer Park                                  | 7.000            | Milwaukee           | Wisconsin      | Milwaukee Rampage (1994-2002), Milwaukee Wave United (2003-2005) | [ 199 ]    |               |
| 201 | UMBC Stadium                                         | 4.500            | Catonsville         | Maryland       | UMBC Retrievers (college-voetbal), Crystal Palace Baltimore | [ 200 ]    |               |
| 202 | UNCG Soccer Stadium                                  | 3.540            | Greensboro          | North Carolina | UNCG Spartans Soccer (college-voetbal) | [ 201 ]    |               |
| 203 | University of Richmond Stadium                       | 22.000           | Richmond            | Virginia       | Richmond Kickers (1995-heden), Richmond Kickers Future (2002-2008), Richmond Kickers Destiny (2004-2009) | [ 202 ]    |               |
| 204 | Ventura College Sportsplex                           | 3.000            | Ventura             | Californië     | Ventura County Fusion, Ventura College Soccer (college-voetbal) | [ 203 ]    |               |
| 205 | Vert Stadium                                         | 1.100            | High Point          | North Carolina | High Point Panthers Soccer (college-voetbal) | [ 204 ]    |               |
| 206 | Virginia Beach Sportsplex                            | 6.000            | Virginia Beach      | Virginia       | Virginia Beach Mariners (1999-2006), Hampton Roads Piranhas (2000-2002, 2006), Virginia Beach Piranhas (2006-2013), Virginia Beach City FC (2014-2019), Virginia Beach United FC (2019-heden) | [ 205 ]    |               |
| 207 | Virginia Revolution Sportsplex                       | 1.500            | Leesburg            | Virginia       | Northern Virginia Royals | [ 206 ]    |               |
| 208 | Waipiʻo Peninsula Soccer Stadium                     | 4.500            | Waipio              | Hawaï          | University of Hawaiʻi Soccer (college-voetbal) | [ 207 ]    |               |
| 209 | WakeMed Soccer Park                                  | 10.000           | Cary                | North Carolina | Carolina Courage (2001-2003), North Carolina FC (2007-heden), North Carolina Courage (2017-heden), North Carolina FC (onder 23, 2002-2009, 2011-heden) | [ 208 ]    |               |
| 210 | Waukee Stadium                                       | 6.200            | Waukee              | Iowa           | Waukee Warriors Soccer (college-voetbal), Des Moines Menace (2004-2007) | [ 209 ]    |               |
| 211 | Weidner Field                                        | 8.000            | Colorado Springs    | Colorado       | Colorado Springs Switchbacks FC (2021-heden) | [ 210 ]    |               |
| 212 | Werner Park                                          | 9.023            | Papillion           | Nebraska       | Union Omaha (2020-heden) | [ 211 ]    |               |
| 213 | Westside Athletic Complex                            | 2.500            | Danbury             | Connecticut    | AC Connecticut | [ 212 ]    |               |
| 214 | Wild Horse Pass                                      | 10.000           | Chandler            | Arizona        | Phoenix Rising FC (2021-2022) | [ 213 ]    |               |
| 215 | WRAL Soccer Center                                   | 3.200            | Raleigh             | North Carolina | Del Sol FC (2018-heden), North Carolina FC (jeugd) | [ 214 ]    |               |
| 216 | Yankee Stadium                                       | 54.251           | New York            | New York       | New York City FC (2015-heden) | [ 215 ]    |               |
| 217 | Zions Bank Stadium                                   | 5.000            | Herriman            | Utah           | Real Monarchs (2018-heden) | [ 216 ]    |               |